# Nujcja

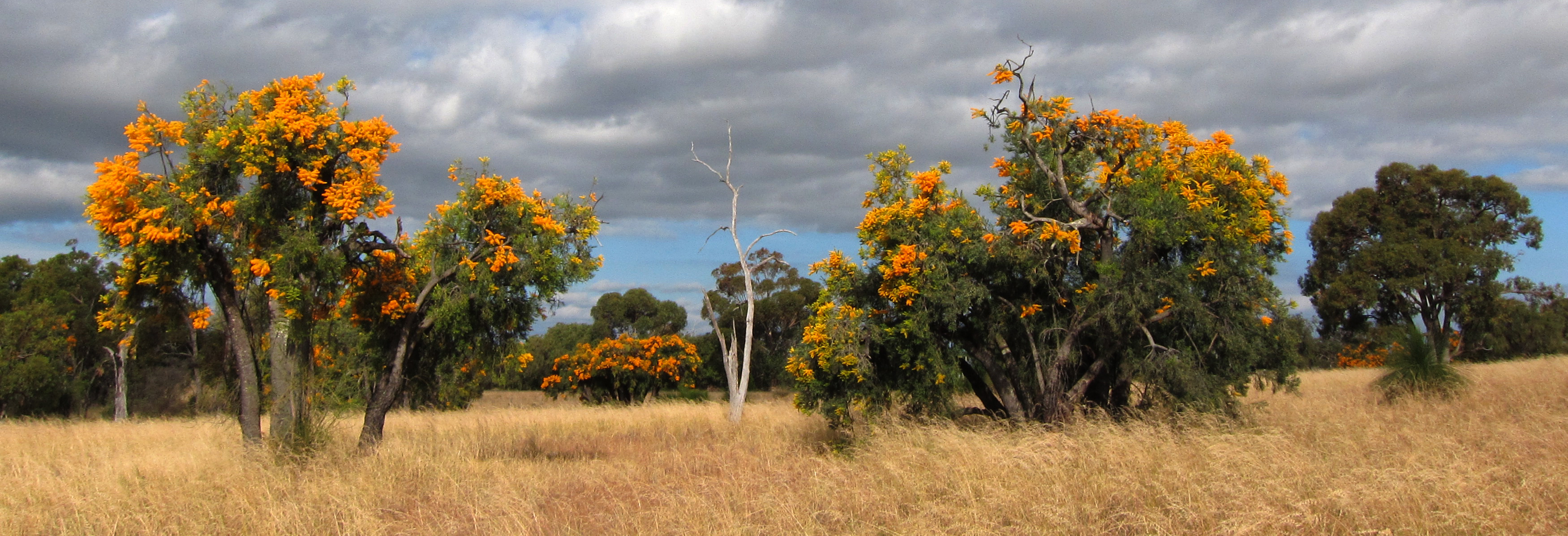
Kwitnące nujcje

Nujcja (Nuytsia) – rodzaj roślin z rodziny gązewnikowatych (Loranthaceae). Takson monotypowy z jednym gatunkiem – Nuytsia floribunda. Jest on endemitem Australii Zachodniej, w której rośnie w rejonie wybrzeży i do kilkuset kilometrów w głąb lądu w południowo-zachodniej części stanu (na południe od okolic Geraldton). Jest to największy pasożyt w świecie roślin, którego pędy i korzenie podziemne osiągają do 150 m długości, a nadziemne do 15 m wysokości. Jest przy tym największą rośliną z rodziny gązewnikowatych i jednym tylko z trzech jej przedstawicieli pasożytujących na podziemnych kłączach i korzeniach różnych gatunków roślin. Roślina ta wyróżnia się także specyficznym przyrostem na grubość, obecnością we wszystkich organach kanałów śluzowych i efektownym kwitnieniem w grudniu (zwane jest po angielsku West Australian Christmas Tree). Jej ssawki mają specyficzną budowę – zawierają sklerenchymatyczny organ działający jak ostre nożyce, służący do przecinania korzeni żywicieli, przy czym udokumentowano także przecinanie przez nie kabli telefonicznych.
Drzewa te odgrywały istotną rolę w kulturze aborygeńskiej – członkowie grupy plemion Noongar wierzyli, że zasiedlane są one przez duchy zmarłych tuż po śmierci, a przed ich podróżą do Karannup. Nigdy nie zrywali kwiatów i nie szukali schronienia w cieniu tych roślin, nie dotykali ich i nie niepokoili zwierząt, które się przy nich schroniły. Przy czym ich relacja z tymi drzewami nie wiązała się ze strachem, lecz miłością. Jednak Noongarowie z północy nie podzielali tych wierzeń – ozdabiali się kwiatami i zajadali korzeniami, uznawanymi za słodki przysmak. Mięsiste pędy roślin chętnie zjadane są przez świnie i konie.
Nazwa rodzajowa upamiętnia Pietera Nuytsa – holenderskiego żeglarza i odkrywcę zachodniej Australii.

## Biologia i ekologia
Nujcia zasiedla suche obszary z glebami piaszczystymi i kamienistymi utworzonymi ze skał granitowych oraz ustabilizowane wydmy z glebami zasobnymi w węglan wapnia. Pasożytuje na korzeniach i kłączach różnych gatunków roślin, w tym zwłaszcza na trawach, ale też np. na akacjach. Przypuszcza się, że starsze, drzewiaste okazy mogą żyć niezależnie od swych dawnych żywicieli.
Roślina ma specyficznie zbudowane haustoria, którymi podłącza się do korzeni i kłączy żywicieli. Po przyczepieniu się do nich haustoria rozrastają się tworząc wokół nich pierścień. Następnie przez tkanki żywiciela rośnie organ, który na szczycie składa się z rozchylonych jak w nożycach dwóch ostrzy utworzonych ze sklerenchymy. Organ ten przerasta korzeń żywiciela niczym gilotyna i kończy wzrost we własnej tkance pierścienia, po jego drugiej stronie. Do wnętrza naczyń żywiciela wrastają komórki miękiszowe haustorium, które pośredniczą w transporcie ich zawartości do naczyń ssawki (nie powstaje połączenie systemu naczyniowego żywiciela i pasożyta).
Rośliny te są zaadaptowane do pożarów buszu – intensywniej kwitną po pożarach i łatwo po nich odrastają z organów podziemnych, stanowiąc wówczas zresztą atrakcyjne pożywienie dla bydła.
Efektowne i obfitujące w nektar kwiaty nujcji odwiedzane i zapylane są zarówno przez ptaki, jak i owady, a prawdopodobnie także przez ostronoga nektarowego. Zaopatrzone w skrzydełka suche owoce rozsiewane są nie przez ptaki, jak u innych gązewnikowatych, a przez wiatr. Nasiona kiełkują epigeicznie, a siewki wyróżniają się liczbą liścieni, których jest od 3 do 6. Roślina rośnie wolno, zakwita po raz pierwszy ok. 6 roku życia.
Osobliwy dla tego gatunku jest przyrost na grubość pędów (podobny występuje tylko u komosowatych). Kambium (miazga twórcza) szybko zaprzestaje swojej funkcji, a po jakimś czasie powstają kolejne pierścienie merystemów bocznych w korze wtórnej.

## Morfologia

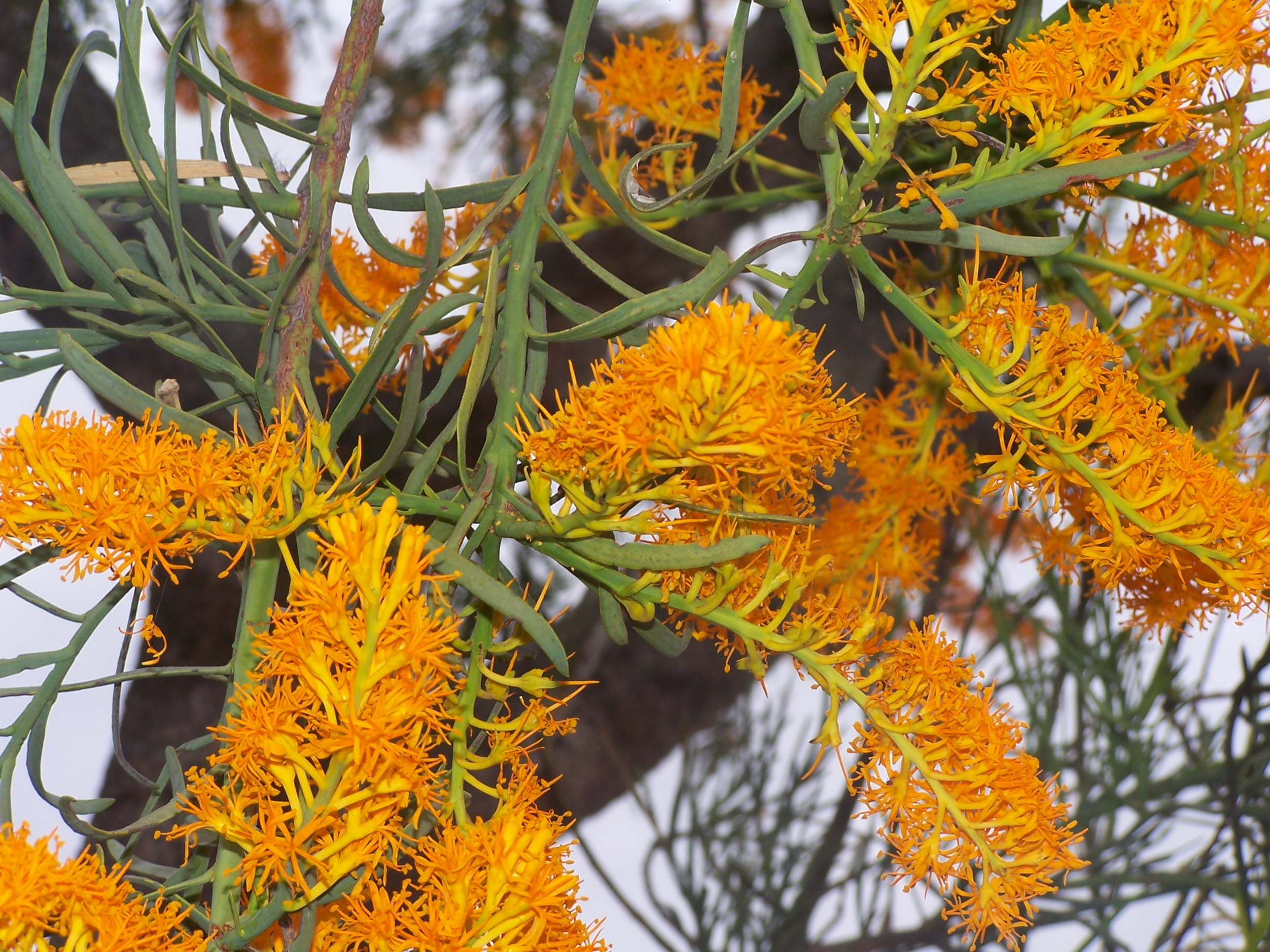
Kwiatostany

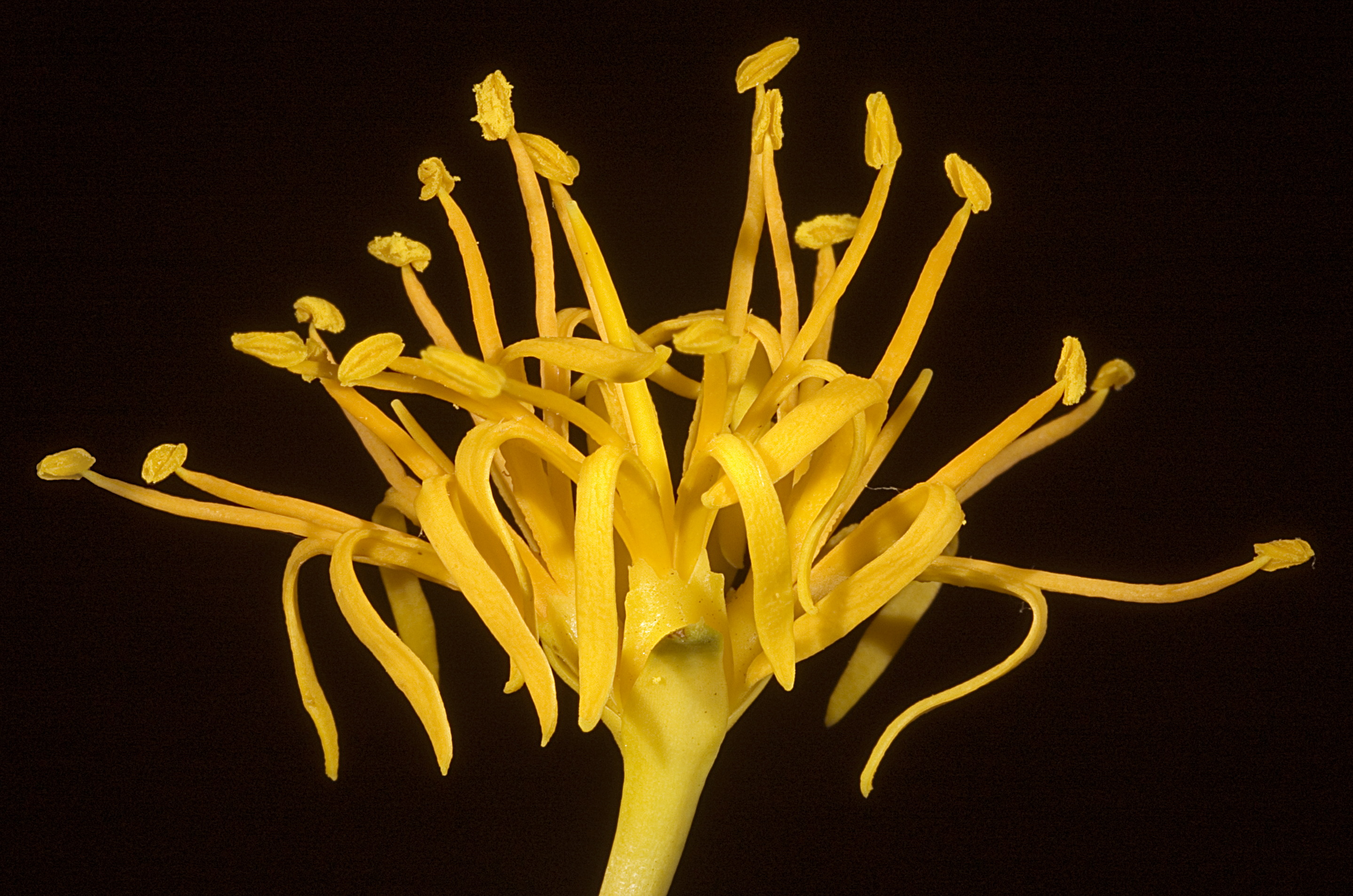
Kwiaty (triada)

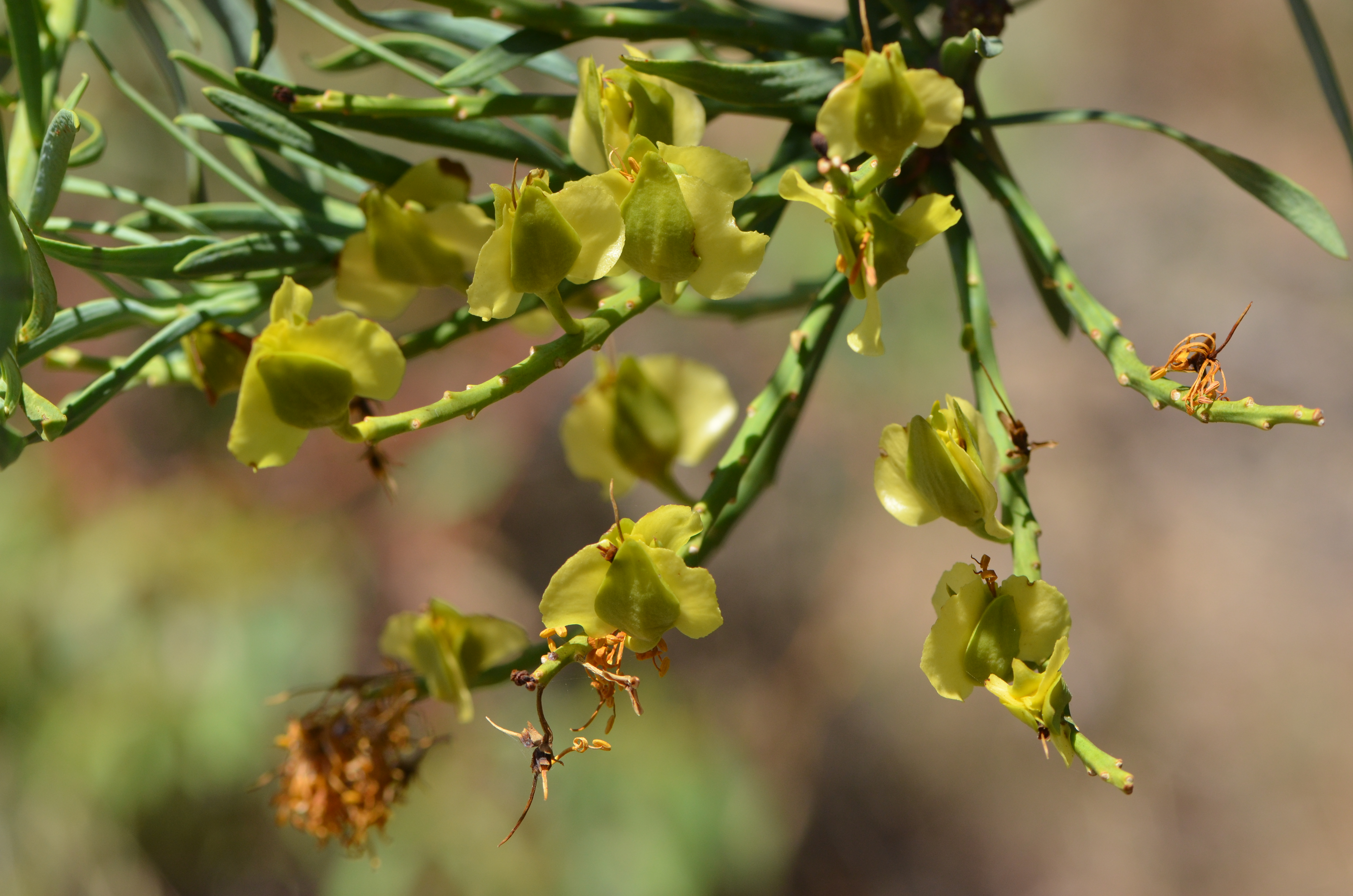
Owoce

PokrójRośliny naziemne o zróżnicowanym pokroju – rosną zarówno jako niskie, jak i okazałe krzewy, a także drzewa osiągające do 12 m wysokości, a wyjątkowo nawet 15 m. Pnie okryte są szorstką, szarobrązową korą. Tworzą liczne odrośla korzeniowe. Pędy są charakterystycznie łukowate i z powodu specyficznego przyrostu na grubość – kruche. Roślina tworzy rzepowate kłącze okryte łuskami, sięgające na głębokość 0,8 do 2 m oraz głębokie i mięsiste korzenie palowe i liczne korzenie wtórne rozpościerające się na znaczne odległości, z których wyrastają klonalnie kolejne pędy nadziemne.
LiścieWyrastają skrętolegle, rzadko w okółkach. Są skórzaste, wąskolancetowate i zwykle sinawe, na szczycie zaokrąglone lub zaostrzone, u nasady zwężające się i siedzące. Osiągają do 10 cm długości i 1,5 cm szerokości. Użyłkowanie jest pierzaste.
KwiatyZebrane w szczytowe lub wyrastające w kątach liści grona, zwykle nierozgałęzione. Składają się one z maksymalnie 25 par triad, w których środkowy kwiat jest obupłciowy a boczne męskie. Kwiaty są siedzące i wsparte przysadkami. Jaskrawy, żółtozłoty okwiat składa się z 6 listków długości ok. 3 cm. Pręciki wyrastają w dwóch okółkach na tęgich nitkach. Szyjka słupka trwała i cienka.
OwoceSuche orzeszki z trzema skrzydełkami osiągające 2–3 cm szerokości. W nasieniu zarodek jest okazały (osiąga ok. połowy długości nasiona) i w całości otoczony bielmem.

## Systematyka
Rodzaj z jednym gatunkiem – Nuytsia floribunda (Labill.) R.Br. ex G.Don, Gen.Hist. 3:432 (1834). Osobliwa budowa i biologia gatunku była powodem wyodrębniania tego taksonu na przełomie XIX i XX wieku w randze rodziny Nuytsiaceae. Późnej jednak gatunek i rodzaj były zwykle włączane do gązewnikowatych Loranthaceae, a w ich obrębie zazwyczaj w plemię Elytrantheae Barlow & Wiens (1971). Badania molekularne wykazały, że zaliczane do niego rodzaje tworzą takson parafiletyczny, a Nuytsia w pojedynkę jest siostrzana wobec wszystkich pozostałych rodzajów gązewnikowatych i jako taka wyodrębniana jest w randze plemienia Nuytsieae Tiegh.
Linia rozwojowa prowadząca do współczesnego Nuytsia floribunda oddzieliła się od pnia Loranthaceae już ok. 59 milionów lat temu, jak wynika z badań molekularnych. Potwierdzać to może znalezisko pyłku przypisywanego Nuytsia w skałach datowanych na 41–48 milionów lat temu w Ameryce Północnej w Tennessee.